# 상성 (공연 예술)

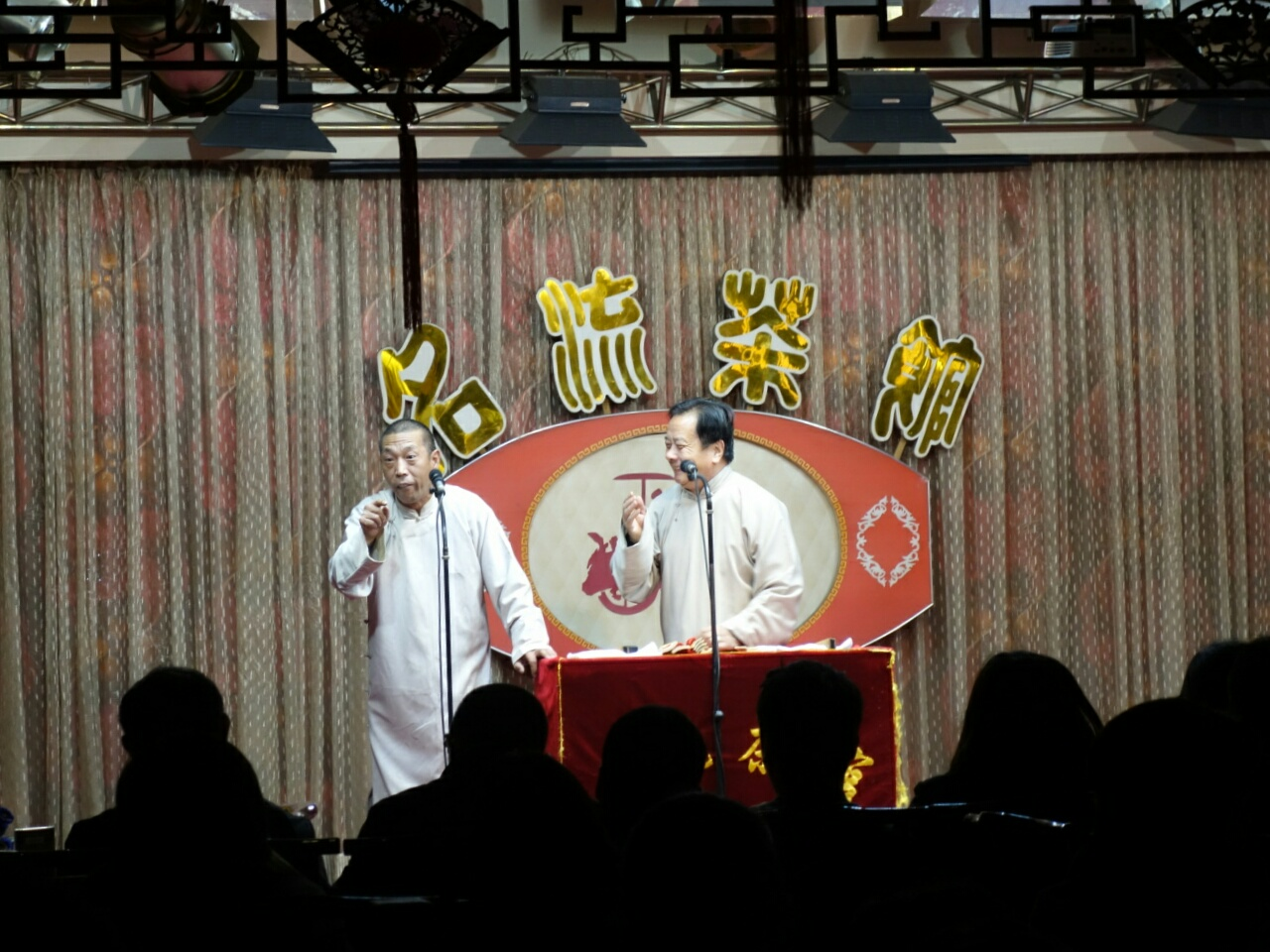
텐진극장의 상성 공연자들

샹성(중국어 번체: 相聲; 중국어 간체: 相声; 병음: Xiàngsheng, 문학적으로 '얼굴과 목소리')은 중국 희극의 전통 공연 예술이며, 희극에서 가장 인기 있는 요소 중 하나이다. 중국 문화. 일반적으로 두 연기자 간의 대화로 공연되거나, 솔로 연기자의 독백으로 공연되는 경우는 거의 없으며(서구 문화의 대부분의 스탠드업 코미디와 유사), 더 드물게 여러 연기자가 그룹 연기로 공연된다. 말장난과 암시가 풍부한 상성 언어는 일반적으로 텐진 방언(또는 강한 북부 악센트가 있는 표준 중국어)으로 빠르고 농담적인 스타일로 전달된다. 공연에는 때때로 노래, 중국어 랩, 악기가 포함된다.
상성은 거의 같은 시대에 발전한 보드빌 더블 액트와 관련이 있다. 일부 서양인들은 상성의 예술을 연구했다. 다산 (희극인)이라는 무대 이름을 사용하는 상성의 한 캐나다 학생 마크 로스웰(Mark Rowswell)은 가장 가까운 영어로 애벗과 코스텔로의 스케치인 "1루수가 누구야"라고 말했다. 그러나 보드빌과 라디오 복막의 많은 막과 그로부터 발전된 스크린 코미디 대사는 공식적으로 상성과 유사하다.

## 같이 보기
- 만자이
- 라쿠고